# ديك إيفانز (عازف قيثارة)
ديك إيفانز (بالإنجليزية: Dik Evans)‏ (و. 1957  م) هو عازف قيثارة أيرلندي، يستخدم آلات قيثارة.